# 東開普省
東開普省，是南非九個省之一，前身為開普省的東部。面積169,580平方公里，2001年人口為6,436,761人。首府比紹，最大城市伊莉莎白港。

## 重要市镇
- 東倫敦
- 格拉罕鎮
- 納爾遜·曼德拉市
- 伊莉莎白港

## 行政
現任東開普省省長為來自非洲人國民大會的奧斯卡·馬布亞內。

### 行政區劃
東開普省劃分為8個區級市如下：

東開普省的區級市

- 阿爾弗雷德·恩佐區自治市（英语：Alfred Nzo District Municipality）
- 阿馬托勒區自治市（英语：Amathole District Municipality）
- 布法羅大都會自治市
- 克里斯·哈尼區自治市（英语：Chris Hani District Municipality）
- 喬·夸比區自治市（英语：Joe Gqabi District Municipality）
- 納爾遜·曼德拉灣大都會自治市
- 奧利弗·坦博區自治市（英语：OR Tambo District Municipality）
- 薩拉·巴特曼區自治市（英语：Sarah Baartman District Municipality）

## 外部連結
- Eastern Cape National Government information
- Eastern Cape Provincial Government （页面存档备份，存于）
- Eastern Cape Socio-Economic Consultative Council （页面存档备份，存于）
- Eastern Cape Development Corporation （页面存档备份，存于）
- www.queenstown.org.za

32°S 27°E / 32°S 27°E